# Rifbiene
Die Rifbiene (Apis mellifera major, fälschlich auch oft als Riffbiene bezeichnet) ist eine Unterart der Honigbiene in Nordafrika. Sie wurde erst im Jahre 1974 durch Zufall im marokkanischen Rifgebirge entdeckt. Sie gilt als Bindeglied zwischen der Europäischen und der Afrikanischen Biene.

## Morphologie
Apis mellifera major ähnelt der sehr nahe verwandten Unterart Apis mellifera intermissa (Tellbiene) und ist wie sie von dunkler Farbe. Sie ist jedoch im Vergleich zur Tellbiene auffallend groß und hat einen sehr langen Rüssel, der bis zu 7,0 mm messen kann.